# قلعه‌باشی
قلعه‌باشی یکی از روستاهای استان آذربایجان شرقی است که در دهستان قشلاق بخش فندقلو شهرستان اهر واقع شده است.این روستا ۸۴ نفر جمعیت دارد.

## محصولات
میوه های این روستا عبارتند از : گیلاس ، آلبالو ، سیب ، گردو ، شلی ، هلو ، انگور ، گوجه سبز ، توت ، زردآلو ، به و ...

## تاریخچه
اين روستا از بازماندگان ايلخانان مغول بوده و قدمت آن به بيشتر از هزار سال ميرسد كه اشياءباستاني كشف شده تاييد كننده قدمت آن ميباشد، خان روستا يك مقام موروثي ميباشد كه از پدر به پسر ميرسد ، مقام فعلي خان روستا قطمر خان از نوادگان رستم خان ميباشد.